# Eleccions al Parlament Europeu de 1984 (Regne Unit)
Les eleccions al Parlament Europeu de 1984 al Regne Unit van ser les eleccions celebrades el 14 de juny per a escollir als 81 eurodiputats del Regne Unit per a la II legislatura del Parlament Europeu. Les eleccions es van quedar en el 32% de la participació, molt semblant a la de les eleccions anteriors, però molt per sota de mitjana de la Comunitat Econòmica Europea, i van ser guanyades pel Partit Conservador.

## Sistema electoral
Les eleccions europees van ser incorporades a la llei del Regne Unit per l'Acta d'Eleccions de l'Assemblea Europea de 1978. El sistema electoral va ser el d'escrutini uninominal majoritari a Anglaterra, Escòcia i Gal·les (elegint 78 diputats en total) i el vot únic transferible a Irlanda del Nord (elegint 3 diputats).

## Context
L'elecció va representar una petita recuperació del Partit Laborista, sota la direcció de Neil Kinnock, que va reemplaçar Michael Foot, obtenint 15 escons del Partit Conservador. A les eleccions al Parlament de 1983, només havien obtingut dos punts més que l'Aliança del Partit Liberal i el Partit Socialdemòcrata i 15 punts menys que els conservadors.
El mateix dia, es van celebrar unes eleccions parcials al Parlament del Regne Unit, a la circumscripció de Portsmouth Sud, on l'Aliança va guanyar l'escó del Partit Conservador.

## Resultats
El Partit Conservador va tornar a guanyar les eleccions amb 5,4 milions de vots i el 38,8% enfront del Partit Laborista, que va aconseguir 4,9 milions i un 34,8%, perdent 15 escons en favor dels socialdemòcrates. L'Aliança SD-Liberals va aconseguir 2,6 milions de vots, creixent 5 punts, però no va obtenir cap eurodiputat. El Partit Nacional Escocès, el Partit Unionista Democràtic, el Partit Socialdemòcrata i Laborista i el Partit Unionista de l'Ulster van mantenir el seu escó.
| Candidatura                            | Facció Europea        | Sufragis   | Sufragis | Escons                                      | Escons                                      |
| Candidatura                            | Facció Europea        | Vots       | %        | Dip.                                        | Dif.                                        |
| -------------------------------------- | --------------------- | ---------- | -------- | ------------------------------------------- | ------------------------------------------- |
| Partit Conservador                     |                       | 5.426.821  | 38,8%    | 45                                          | ▼ 15                                        |
| Partit Laborista                       | UPSCE                 | 4.865.261  | 34,8%    | 32                                          | ▲ 15                                        |
| Aliança SD-Liberals                    | LDE (LP)              | 2.591.635  | 18,5%    |                                             | Es manté                                    |
| Partit Nacional Escocès                |                       | 230.594    | 1,6%     | 1                                           | Es manté                                    |
| Partit Unionista Democràtic            |                       | 230.251    | 1,6%     | 1                                           | Es manté                                    |
| Partit Socialdemòcrata i Laborista     | UPSCE                 | 151.399    | 1,1%     | 1                                           | Es manté                                    |
| Partit Unionista de l'Ulster           |                       | 147.169    | 1,1%     | 1                                           | Es manté                                    |
| Partit Gal·les                         | ALE                   | 103.031    | 0,8%     |                                             | Es manté                                    |
| Sinn Féin                              |                       | 91.476     | 0,7%     |                                             |                                             |
| Ecologia                               | CEPV                  | 70.853     | 0,5%     |                                             |                                             |
| Partit de l'Aliança d'Irlanda del Nord |                       | 34.046     | 0,2%     |                                             | Es manté                                    |
| Independents                           |                       | 20.633     | 0,1%     |                                             |                                             |
| Partit Unionista Popular de l'Ulster   |                       | 20.092     | 0,1%     |                                             |                                             |
| Partit dels Treballadors               |                       | 8.712      | 0,1%     |                                             |                                             |
| Regionalistes del Wessex               |                       | 2.365      | 0,0%     |                                             |                                             |
| Partit Nacionalista Còrnic             |                       | 1.892      | 0,0%     |                                             |                                             |
| Partit Republicà Federal               |                       | 1.494      | 0,0%     |                                             |                                             |
| Altres                                 |                       | 466        | 0,0%     |                                             |                                             |
| Vots a candidatures                    | Vots a candidatures   | 13.998.190 | 100,00%  | 81                                          |                                             |
| Vots nuls o no vàlids                  | Vots nuls o no vàlids |            |          | Parlament del Regne Unit \| Arxiu Electoral | Parlament del Regne Unit \| Arxiu Electoral |
| Vots emesos                            | Vots emesos           | 13.998.190 | 32,60%   | Parlament del Regne Unit \| Arxiu Electoral | Parlament del Regne Unit \| Arxiu Electoral |
| Cens total                             | Cens total            | 42.981.348 |          | Parlament del Regne Unit \| Arxiu Electoral | Parlament del Regne Unit \| Arxiu Electoral |